# Petronia superciliaris
Petronia superciliaris là một loài chim trong họ Passeridae.